# Rza Valibeyov
Rza Khalil oglu Valibeyov (en azerí: Rza Xəlil oğlu Vəlibəyov; Ereván, 1903 - Ereván, 1974) fue un miembro del partido estatal soviético armenio, editor del periódico "Armenia Soviética".

## Biografía
Rza Valibeyov nació en el pueblo de Agarakavan en el año 1903. Entre 1924 y 1928 estudió en la Universidad Comunista de Transcaucasia. Después de graudarse de la universidad trabajó como secretario del Comité del Partido del Raión de Basargechar y luego, durante un corto tiempo, como editor de "Qızıl Şəfəq".
Rza Valibeyov fue jefe de departamento en el Comité Central del Partido Comunista de Armenia, Comisario del Pueblo de Justicia de la República Socialista Soviética de Armenia, Vicepresidente del Consejo de Comisarios del Pueblo. Entre 1947 y 1949 renombró editor del periódico "Armenia Soviética". Entre 1949 y 1962 trabajó como primer viceministro de Educación de la RSS de Armenia. Rza Valibeyov fue diputado del Sóviet Supremo de la Unión Soviética y de la RSS de Armenia.
A pesar de que algunas fuentes indican que es el único azerbaiyano enterrado en el Callejón de Honor de Ereván (en el Panteón), esto no es cierto: en realidad, Valibeyov está enterrado en el Cementerio Central de Tokhmakh. En su lápida está inscrita la versión rusificada de su nombre: Riza Khalilovich Velibekov.

## Premiios y títulos
- Orden de la Insignia de Honor
- Orden de la Bandera Roja del Trabajo